# Odontocera simplex
Odontocera simplex är en skalbaggsart som beskrevs av White 1855. Odontocera simplex ingår i släktet Odontocera och familjen långhorningar. Inga underarter finns listade i Catalogue of Life.